# Historia de los vehículos de carretera a vapor

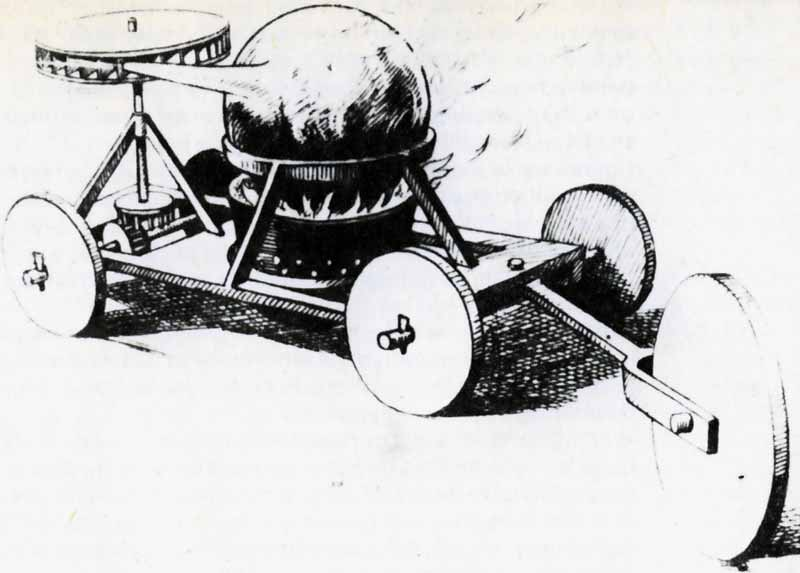
Máquina de Verbiest (1678)

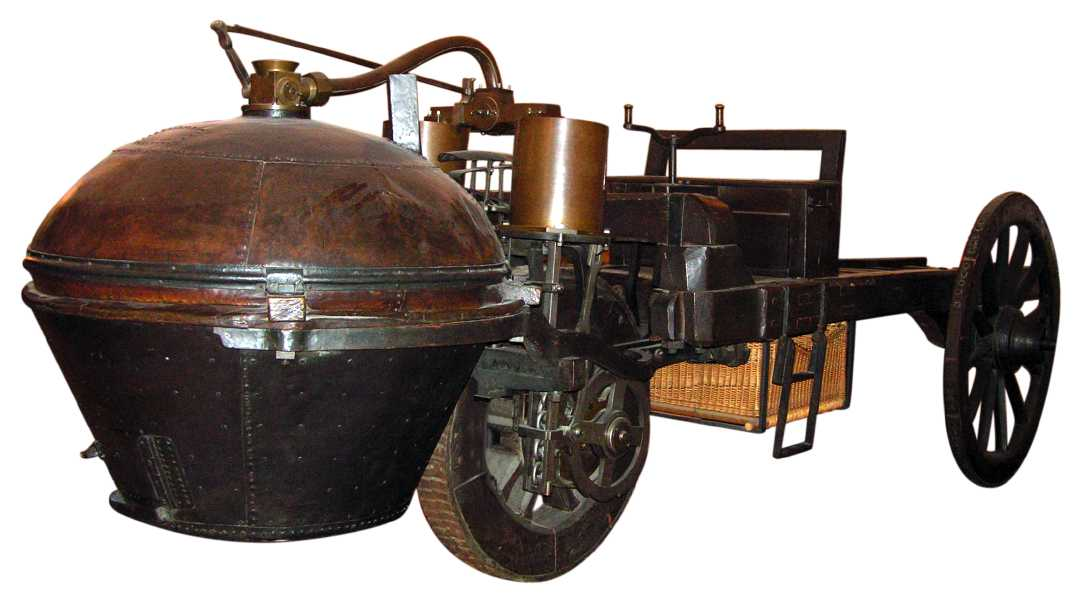
Automóvil de vapor de Cugnot, versión de 1771.

La historia de los vehículos de carretera de vapor comprende el desarrollo de vehículos propulsados por una máquina de vapor para su uso en tierra e independiente de los raíles, ya sea para el uso convencional en carretera, como el coche de vapor y el vagón de vapor, o para el trabajo agrícola o de transporte pesado, como la máquina de tracción.
Los primeros vehículos experimentales se construyeron en los siglos XVIII y XIX, pero no fue hasta que Richard Trevithick desarrolló el uso del vapor a alta presión, alrededor de 1800, que las máquinas de vapor móviles se convirtieron en una propuesta práctica. En la primera mitad del siglo XIX se produjeron grandes avances en el diseño de vehículos de vapor, y en la década de 1850 ya era viable su producción comercial. Este progreso se vio frenado por la legislación que limitaba o prohibía el uso de vehículos de vapor en las carreteras. No obstante, entre los años 1880 y 1920 se produjeron continuas mejoras en la tecnología de los vehículos y en las técnicas de fabricación, y se desarrollaron vehículos de carretera de vapor para muchas aplicaciones. En el siglo XX, el rápido desarrollo de la tecnología de los motores de combustión interna llevó a la desaparición de la máquina de vapor como fuente de propulsión de vehículos a nivel comercial, quedando relativamente pocos en uso después de la Segunda Guerra Mundial. Muchos de estos vehículos fueron adquiridos por entusiastas para su conservación, y todavía existen numerosos ejemplos. En los años sesenta, los problemas de contaminación atmosférica en California suscitaron un breve período de interés por el desarrollo y el estudio de los vehículos de vapor como posible medio para reducir la contaminación. Aparte del interés de los entusiastas del vapor, de las réplicas ocasionales de vehículos y de la tecnología experimental, en la actualidad no hay vehículos de vapor en producción.
Los primeros vehículos de vapor, poco comunes pero no raros, tenían considerables desventajas, vistas desde el punto de vista de 100 años después. Eran lentos de arrancar, ya que había que hervir el agua para generar el vapor. Utilizaban combustible sucio (carbón) y emitían un humo sucio. El combustible era voluminoso y había que ponerlo en el vehículo a mano con una pala. El motor necesitaba agua, y si se utilizaba a máxima velocidad, necesitaba agua más a menudo. La mayoría de los vehículos tenían ruedas metálicas y una tracción poco excelente. Eran pesados. Al igual que un horno, había que retirar la ceniza caliente y eliminarla. En la mayoría de los casos, el usuario tenía que hacer su propio mantenimiento. La velocidad era baja, de unos 32 km por hora, y la aceleración era muy lenta. Al mismo tiempo, se trataba de "alta tecnología" para la época. Los desarrollos posteriores supusieron una gran mejora, ya que utilizaban un combustible líquido más limpio (queroseno), estaban equipados con condensadores y neumáticos de goma, y eran mucho más ligeros.

## Primeros pioneros
Las primeras investigaciones sobre la máquina de vapor antes de 1700 estaban estrechamente ligadas a la búsqueda de vehículos y barcos autopropulsados, las primeras aplicaciones prácticas a partir de 1712 fueron instalaciones fijas que trabajaban a muy baja presión lo que implicaba motores de muy grandes dimensiones. La reducción de tamaño necesaria para el transporte por carretera supuso un aumento de la presión del vapor con todos los peligros que ello conllevaba, debido a la inadecuada tecnología de calderas de la época. Un fuerte opositor al vapor de alta presión fue James Watt que, junto con Matthew Boulton, hizo todo lo posible para disuadir a William Murdoch de desarrollar y patentar su carro de vapor construido y operado en forma de modelo en 1784. En 1791 construyó un carro de vapor más grande que tuvo que abandonar para dedicarse a otros trabajos.
Durante la última parte del siglo XVIII hubo numerosos intentos de producir vehículos autopropulsados dirigibles. Muchos de ellos quedaron en forma de maquetas. El progreso se vio obstaculizado por muchos problemas inherentes a los vehículos de carretera en general, como el de los firmes adecuados, una planta motriz apropiada que proporcionara un movimiento de rotación constante, neumáticos, carrocería resistente a las vibraciones, frenado, suspensión y dirección, entre otras cuestiones. Puede decirse que la extrema complejidad de estas cuestiones ha obstaculizado el progreso durante más de cien años, tanto como una legislación hostil.

### Carro de vapor Verbiest
Se sugiere que Ferdinand Verbiest construyó lo que pudo ser el primer carruaje de vapor hacia 1679, pero se conoce muy poca información concreta al respecto. También parece que el vehículo belga sirvió de inspiración para el sucesor del carro de vapor italiano Grimaldi (principios de 1700) y el francés Nolet (1748).

### Cugnot "Fardier à vapeur"
La "machine à feu pour le transport de wagons et surtout de l'artillerie" ("máquina de fuego para el transporte de carros y sobre todo de la artillería") de Nicolas-Joseph Cugnot se construyó en dos versiones, una en 1769 y otra en 1771 para su uso por el ejército francés. Fue el primer carro de vapor que no era de juguete y del que se tenía constancia. El fardier de Cugnot -término que suele aplicarse a los carros de dos ruedas para cargas excepcionalmente pesadas- estaba pensado para poder transportar 4 toneladas y para circular a una velocidad de hasta 4 km/h. El vehículo era de diseño triciclo, con dos ruedas traseras y una rueda delantera dirigible controlada por un timón. Hay pruebas considerables, de la época, de que este vehículo realmente funcionaba, por lo que probablemente fue el primero en hacerlo, sin embargo, fue un experimento de corta duración debido a la inestabilidad inherente y a que el vehículo no cumplía con el nivel de rendimiento especificado por el Ejército.

### Carro de vapor Symington
En 1786 William Symington construyó un carro de vapor.

### Carro de vapor de Fourness y Ashworth
La patente británica nº 1674 de diciembre de 1788 fue concedida para un carro de vapor por Fourness y Ashworth.

### Carro de vapor de Trevithick
En 1801 Richard Trevithick construyó un vehículo experimental de vapor (Puffing Devil) que estaba equipado con una caja de fuego encerrada dentro de la caldera, con un cilindro vertical, el movimiento del único pistón se transmitía directamente a las ruedas motrices por medio de bielas. Su peso era de 1520 kg a plena carga y su velocidad era de 14,5 km/h en llano. Durante su primer viaje se quedó sin vigilancia y se "autodestruyó". Trevithick no tardó en construir el London Steam Carriage, que funcionó con éxito en Londres en 1803, pero la empresa no logró atraer el interés y pronto fracasó.
En el contexto del vehículo de Trevithick, un escritor inglés llamado "Mickleham" acuñó en 1822 el término Máquina de vapor:
"Exhibe en su construcción la más bella simplicidad de piezas, la más sagaz selección de formas apropiadas, la más conveniente y efectiva disposición y conexión que une la fuerza con la elegancia, la necesaria solidez con la mayor portabilidad, poseyendo una potencia ilimitada con una maravillosa flexibilidad para acomodarla a la variable resistencia: puede ser llamada, en efecto, La máquina de vapor."

### Evans Embarcación anfibia a vapor
En 1805 Oliver Evans construyó el Oruktor amphibolos (literalmente Excavadora anfibia), una draga de fondo plano impulsada por vapor que modificó para que fuera autopropulsada tanto en agua como en tierra. Se cree que fue el primer vehículo anfibio y el primer vehículo de carretera impulsado por vapor que funcionó en Estados Unidos. Sin embargo, no se conserva ningún diseño de la máquina y los únicos relatos de sus logros proceden del propio Evans. El análisis posterior de las descripciones de Evans sugiere que es poco probable que el motor de 5 CV (3,7 kW) fuera lo suficientemente potente como para mover el vehículo tanto en tierra como en el agua, y que la ruta elegida para su demostración habría contado con la ventaja de la gravedad, las corrientes fluviales y las mareas para ayudar al avance del vehículo. La draga no tuvo éxito y, tras unos años de inactividad, fue desmontada para obtener piezas.

### El carro de vapor de Summers y Ogle
Alrededor de 1830 o 1831, Summers y Ogle, con sede en la Fundición de Hierro, Millbrook, Southampton, fabricó dos carros de vapor de tres ruedas.
En 1831, Nathaniel Ogle, de la empresa, presentó pruebas sobre el carro de vapor ante el "Comité Selecto de la Cámara de los Comunes sobre Carros de Vapor".
En 1832, uno de sus carruajes de vapor viajó por Oxford a Birmingham y Liverpool.
Un informe periodístico de junio de 1833 describe una demostración en Londres:
El sábado pasado, el Sr. Nathaniel Ogle, acompañado de varias damas, junto con el Sr. G. Burdett, el Sr. Macgary, el Sr. C. Bischoff, el Sr. Babbage y otros caballeros, se dirigió con su coche de vapor desde el Bazar de King Street, en Portman Square, para visitar al Sr. Rothschild en su residencia de Stamford Hill. El vehículo, a pesar de haber recorrido casi seiscientas millas por las carreteras, se encuentra en un estado eficiente. Al principio se percibía una pequeña cantidad de vapor residual, hasta que las calderas y la carcasa estaban calientes. La distancia, de siete millas, fue recorrida en treinta y un minutos, a pesar de lo atestado de las carreteras, y el repentino y estrecho ascenso hasta la casa del señor Rothschild se hizo con una precisión perfecta, que no era de esperar en un vehículo tan largo y pesado. El grupo fue recibido muy urbanamente y amablemente por la Sra. y el Sr. Rothschild, y después de tomar un refresco regresaron a la calle Baker.

## Primeros servicios de carros de vapor
Más exitosos comercialmente durante un tiempo que el carruaje de Trevithick fueron los servicios de carros de vapor operados en Inglaterra en la década de 1830, principalmente por los asociados de Sir Goldsworthy Gurney y por Walter Hancock entre otros y en Escocia por John Scott Russell. Sin embargo, los elevados peajes impuestos por las Turnpike Acts desanimaron a los vehículos de carretera de vapor y permitieron durante un corto periodo de tiempo el continuo monopolio de la tracción a caballo hasta que se establecieron las rutas troncales de ferrocarril en las décadas de 1840 y 1850.
Sir James C. Anderson y su socio ingeniero Jasper Wheeler Rogers fueron los primeros en llevar a Irlanda vehículos de propulsión a vapor. Rogers y Anderson crearon sus versiones de estos aparatos en la década de 1830 y principios de 1840, cuando abogaron por una red de transporte en toda la isla que utilizara las carreteras de carros de correo de Irlanda. Un artículo del Cork Southern Reporter de 1838 sobre el "steam drag, or carriage for common roads" de Anderson relata cómo éste y su padre (ambos del castillo de Buttevant) gastaron "una fortuna en construir veintinueve carruajes sin éxito para conseguir el trigésimo". Jasper Rogers construyó sus coches irlandeses a vapor en una antigua fábrica de vidrio de pedernal, Fort Chrystal, situada en lo que hoy se conoce como la Muralla Este de Dublín.
Acompañando a los intereses de Rogers y Anderson en las mejoras del transporte irlandés de mercancías y personas, abogaron especialmente por los vehículos individuales propulsados por vapor porque los operadores, el personal de la red de carreteras y las cuadrillas de trabajo necesarias para mantener el sistema eran mucho más amplios que los utilizados por un sistema ferroviario solamente, en un momento en que Rogers y Anderson intentaban maximizar el empleo asalariado irlandés. Podían ver que su competidor inmediato, el ferrocarril, disminuiría en gran medida las necesidades de mano de obra en las infraestructuras de transporte de Irlanda. Del mismo modo, un sistema ferroviario nacional contraería, en lugar de ampliar, los destinos de viaje en el interior de la isla. El sistema de vehículos de vapor de Rogers y Anderson requería numerosas estaciones de paso para repostar y suministrar agua fresca, y al mismo tiempo, estas estaciones podían albergar una "policía de carreteras", así como depósitos de telégrafos. Básicamente, la mayoría de los pueblos irlandeses, por remotos que fueran, participarían en esta gran red de vehículos de vapor. Los lugareños podrían ganar un dinero extra llevando piedras a las estaciones de combustible, piedras que se utilizarían para construir, reparar o mantener las carreteras. Además, cada pueblo necesitaría un equipo local de reparación de carreteras.

## Aplicación militar de los vehículos de carretera a vapor
Durante la guerra de Crimea (1853-1856) se utilizó una máquina de tracción para tirar de varios camiones abiertos.
En la década de 1870, muchos ejércitos experimentaron con tractores de vapor que tiraban de trenes de carretera de vagones de suministros.
En 1898 se empleaban trenes de motores de tracción a vapor con hasta cuatro vagones en las maniobras militares en Inglaterra.
En 1900 John Fowler & Co. proporcionó trenes de carretera blindados para su uso por las fuerzas británicas en la Segunda Guerra de los Bóers.

## Edad Victoriana del vapor
Aunque los ingenieros desarrollaron ingeniosos vehículos de carretera propulsados por vapor, no gozaron del mismo nivel de aceptación y expansión que la energía de vapor en el mar y en los ferrocarriles a mediados y finales del siglo XIX de la "Era del vapor".
En 1841, Ransomes construyó una máquina de vapor portátil, es decir, una máquina de vapor agrícola sobre ruedas, transportada de una granja a otra por caballos. Al año siguiente, Ransomes la automatizó e hizo que la máquina se condujera sola hasta las granjas.
Una dura legislación eliminó prácticamente los vehículos de propulsión mecánica de las carreteras de Gran Bretaña durante 30 años, ya que la Ley de Locomotoras de 1861 imponía límites de velocidad restrictivos a las "locomotoras de carretera" de 8 km/h en las ciudades y 16 km/h en el campo. En 1865, la Ley de Locomotoras de ese año (la famosa Ley de la Bandera Roja) redujo aún más los límites de velocidad a 6,4 km/h en el campo y a sólo 3,2 km/h en las ciudades, exigiendo además que un hombre con una bandera roja (linterna roja durante las horas de oscuridad) precediera a cada vehículo. Al mismo tiempo, la ley otorgaba a las autoridades locales la facultad de especificar las horas durante las cuales cualquier vehículo de este tipo podía utilizar las carreteras. La única excepción eran los tranvías que, a partir de 1879, se autorizaban bajo licencia de la Junta de Comercio.
En Francia, la situación era radicalmente distinta a la del dictamen ministerial de 1861 que autorizaba formalmente la circulación de los vehículos de vapor por las carreteras ordinarias. Si bien es cierto que esta autorización permitió avances tecnológicos considerables a lo largo de las décadas de 1870 y 1880, los vehículos de vapor siguieron siendo una rareza.
En cierta medida, la competencia de la exitosa red ferroviaria redujo la necesidad de vehículos de vapor. A partir de la década de 1860, la atención se centró más en el desarrollo de diversas formas de motores de tracción que podían utilizarse para trabajos estacionarios, como el aserrado de madera y la trilla, o para el transporte de cargas demasiado voluminosas para ir por ferrocarril. También se desarrollaron camiones de vapor, pero su uso se limitaba generalmente a la distribución local de materiales pesados, como el carbón y los materiales de construcción, desde las estaciones de ferrocarril y los puertos.

### Carro de vapor Rickett of Buckingham
En 1854 Thomas Rickett de Buckingham construyó el primero de varios coches de vapor y en 1858 construyó el segundo. En lugar de parecer un coche de vapor, se asemejaba a una pequeña locomotora. Consistía en una máquina de vapor montada sobre tres ruedas: dos grandes ruedas traseras accionadas y una rueda delantera más pequeña mediante la cual se dirigía el vehículo. El peso de la máquina era de 1,5 toneladas y algo más ligero que el coche de vapor de Rickett. El conjunto era accionado por una cadena y se alcanzaba una velocidad máxima de doce millas por hora.
Dos años más tarde, en 1860, Rickett construyó un vehículo similar pero más pesado. Este modelo incorporaba una transmisión por engranajes rectos en lugar de por cadena. En su diseño final, que se asemeja a una locomotora de ferrocarril, los cilindros estaban acoplados directamente fuera de las manivelas del eje motriz.

### Coche de vapor Roper
Sylvester H. Roper recorrió Boston, Massachusetts, en un coche de vapor que inventó en 1863. Uno de sus coches de vapor de 1863 fue a parar al Museo Henry Ford, donde en 1972 era el coche más antiguo de la colección. Hacia 1867-1869 construyó un velocípedo de vapor, que podría haber sido la primera motocicleta. Roper murió en 1896 de un fallo cardíaco mientras probaba una versión posterior de su motocicleta de vapor.

### Coche de vapor Manzetti
En 1864, el inventor italiano Innocenzo Manzetti construyó un coche de vapor de carretera. Tenía la caldera en la parte delantera y un motor de un solo cilindro.

### Vapor de carretera Holt
H.P. Holt construyó un pequeño vapor de carretera en 1866. Capaz de alcanzar una velocidad de veinte millas por hora en carreteras llanas, tenía una caldera vertical en la parte trasera y dos motores de dos cilindros separados, cada uno de los cuales accionaba una rueda trasera por medio de una cadena y ruedas dentadas.

### Canguro de vapor Taylor
En 1867, el joyero canadiense Henry Seth Taylor hizo una demostración de su calesa de vapor de cuatro ruedas en la Feria de Stanstead, Quebec, y de nuevo al año siguiente. La base de la calesa que empezó a construir en 1865 era un carro de ruedas altas con refuerzos para soportar una máquina de vapor de dos cilindros montada en el suelo.

### Velocípedo de vapor Michaux-Perreaux
Alrededor de 1867-1869, en Francia, se acopló una máquina de vapor comercial de Louis-Guillaume Perreaux a un velocípedo con armazón metálico de Pierre Michaux, creando el velocípedo de vapor Michaux-Perreaux. Junto con el velocípedo de vapor Roper, podría haber sido la primera motocicleta. El único velocípedo de vapor Michaux-Perreaux fabricado se encuentra en el Musée de l'Île-de-France, en Sceaux, y se incluyó en la exposición The Art of the Motorcycle en Nueva York en 1998.

### Carro de vapor Knight of Farnham
En 1868-1870 John Henry Knight de Farnham construyó un carruaje de vapor de cuatro ruedas que originalmente sólo tenía un motor monocilíndrico.

### Carro de vapor de Catley y Ayres de York
En 1869 un pequeño vehículo de tres ruedas propulsado por un motor horizontal de dos cilindros que accionaba el eje trasero mediante engranajes rectos, sólo una rueda trasera era accionada, la otra giraba libremente sobre el eje. Una caldera vertical de tubos de fuego estaba montada en la parte trasera con una carcasa de cobre pulido sobre la caja de fuego y la chimenea, la caldera estaba encerrada en una carcasa de caoba. El peso era de sólo 19 cwt y la rueda delantera se utilizaba para la dirección.

### El vapor de carretera Thomson de Edimburgo
En 1869 el vapor de carretera construido por Robert William Thomson de Edimburgo se hizo famoso porque sus ruedas estaban calzadas con pesados neumáticos de goma maciza. Los primeros vapores de carretera de Thomson, fabricados en su propio pequeño taller de Leith, estaban equipados con tres ruedas, la pequeña rueda individual de la parte delantera estaba directamente debajo del volante. Los neumáticos, de 125 mm (4,92 pulgadas) de grosor, estaban ondulados internamente y se adherían a la rueda por fricción. Entonces recurrió a T. M. Tennant and Co, de Bowershall Iron and Engine Works, Leith, para su fabricación, pero al no poder satisfacer la demanda en 1870 parte de la producción se trasladó a Robey & Co, de Lincoln. Durante los dos años siguientes, Robeys construyó 32 de estos vehículos, que eran versiones de 8 o 12 caballos (6,0 u 8,9 kW). Una gran parte se exportó. Entre ellos, uno a Italia (para un experimento de transporte público en Bérgamo), tres a Austria (Viena) y otros a Turquía, Australia, Nueva Zelanda, India, Irlanda, Chile, Rusia (Moscú) y Grecia. En 1877 se construyó otro vehículo de vapor Thomson, pero aparte de las máquinas de tracción, parece que Robeys dejó de fabricar vehículos de vapor para carretera hasta 1904, cuando empezó a fabricar camiones de vapor para carretera.

### El vapor de carretera Kemna de Prusia Oriental
En 1871 Julius Kemna, un industrial alemán, empezó a vender trilladoras de vapor inglesas. Un par de años más tarde, Kemna empezó a producir otros vehículos de vapor (como apisonadoras), pero también máquinas de arado de vapor de alta calidad y vapores de carretera.

### Autobús de vapor Randolph of Glasgow
En 1872, un autocar de vapor de Charles Randolph de Glasgow pesaba cuatro toneladas y media largas (5,0 toneladas cortas; 4,6 t), tenía 15 pies (4,57 m) de longitud, pero su velocidad máxima era de sólo seis millas por hora (9,7 km/h). Dos motores verticales de dos cilindros eran independientes entre sí y cada uno de ellos accionaba una de las ruedas traseras mediante un engranaje recto. Todo el vehículo estaba cerrado y provisto de ventanas en todo su contorno, tenía capacidad para seis personas e incluso disponía de dos espejos de conducción para observar el tráfico que se acercaba por detrás, siendo el primer caso registrado de un dispositivo de este tipo.

### Autobús de vapor Bollée
De 1873 a 1883, Amédée Bollée, de Le Mans, construyó una serie de vehículos de pasajeros a vapor, capaces de transportar de 6 a 12 personas a una velocidad de hasta 60 km/h, con nombres como La Rapide, La Nouvelle, La Marie-Anne, La Mancelle y L'Obéissante. En L'Obeissante, la caldera estaba montada detrás del habitáculo, con el motor en la parte delantera del vehículo, que accionaba el diferencial a través de un eje con transmisión por cadena a las ruedas traseras. El conductor se sentaba detrás del motor y dirigía el vehículo mediante una rueda montada en un eje vertical. La disposición se asemejaba más a los coches de motor posteriores que a otros vehículos de vapor. Además, en 1873 tenía suspensión independiente en las cuatro esquinas.

### Coche de vapor Grenville of Glastonbury
En 1875-1880, R. Neville Grenville de Glastonbury construyó un vehículo de vapor de 3 ruedas que recorría un máximo de 15 millas por hora (24 km/h). Este vehículo aún existe, conservado durante muchos años en el Museo de la Ciudad de Bristol, pero desde 2012 en el Museo Nacional del Motor, Beaulieu.

### Coche de vapor Cederholm de Suecia
En 1892 el pintor Joens Cederholm y su hermano André, herrero, diseñaron su primer coche, un biplaza, introduciendo un condensador en 1894. No fue un éxito.

### Coche de vapor de Shearer de Australia del Sur
En 1894 David Shearer diseñó y construyó el primer coche de Australia. Era capaz de alcanzar las 15 millas por hora (24 km/h) en las calles de Adelaida, Australia del Sur. La caldera era de diseño propio, siendo una caldera horizontal del tipo semi flash. La dirección era de tipo timón y una fotografía del vehículo muestra que llevaba ocho pasajeros. El artículo sobre el coche contiene un dibujo seccional del diseño. La primera prueba oficial en carretera del coche fue en 1899.

### Vehículos de vapor De Dion & Bouton
El desarrollo por parte de Léon Serpollet de la caldera de vapor instantáneo propició la aparición de varios triciclos y cuadriciclos de vapor diminutos a finales de los años 80 y principios de los 90, especialmente de Dion y Bouton, que compitieron con éxito en carreras de larga distancia, pero pronto se encontraron con la dura competencia por el favor del público de los coches con motor de combustión interna que estaban siendo desarrollados, especialmente por Peugeot, que rápidamente acapararon la mayor parte del mercado popular. Ante la avalancha de coches de combustión interna, los defensores del coche de vapor tuvieron que librar una larga batalla en la retaguardia que duraría hasta los tiempos modernos.

### Locomobile Company of America
Esta empresa estadounidense compró las patentes de los hermanos Stanley y comenzó a construir sus coches de vapor entre 1898 y 1905. Locomobile Company of America pasó a construir coches de gas y duró hasta la Depresión.

### Stanley Motor Carriage Company
En 1902 los gemelos Francis E. Stanley (1849-1918) y Freelan O. Stanley formaron la Stanley Motor Carriage Company. Fabricaron modelos famosos como el Stanley Rocket de 1906, el Stanley K Raceabout de 1908 y el Stanley Steam Car de 1923.

## Principios y mediados del siglo XX
Para una historia más detallada de los coches de vapor del siglo XX, véase coche de vapor. En 1906, el récord de velocidad en tierra fue batido por un coche de vapor Stanley, pilotado por Fred Marriott, que alcanzó 127 mph (204 km/h) en Ormond Beach, Florida. Esta "Semana de la Velocidad" anual, de una semana de duración, fue la precursora de las actuales 500 millas de Daytona. Este récord no fue superado por ningún vehículo terrestre hasta 1910, y se mantuvo como récord mundial de velocidad a vapor hasta el 25 de agosto de 2009.

### Coche de vapor doble
Se hicieron intentos de sacar al mercado coches de vapor más avanzados, siendo el más notable el coche de vapor Doble, que acortó el tiempo de arranque de forma muy notable al incorporar un generador de vapor monotubo muy eficiente para calentar una cantidad de agua mucho menor, junto con una automatización eficaz del quemador y del control de la alimentación de agua. En 1923, los coches de vapor de Doble podían arrancarse en frío con el giro de una llave y arrancar en 40 segundos o menos.

### Coche de vapor Paxton Phoenix
Abner Doble desarrolló el motor Doble Ultimax para el coche de vapor Paxton Phoenix, construido por la División de Ingeniería Paxton de McCulloch Motors Corporation, Los Ángeles. Su potencia máxima sostenida era de 120 CV (89 kW). El proyecto se abandonó finalmente en 1954.

### Declive del desarrollo de los coches de vapor
Los coches de vapor perdieron popularidad tras la adopción del motor de arranque eléctrico, que eliminó la necesidad de arrancar a mano los coches de gasolina. La introducción de la producción en masa en cadena de montaje por parte de Henry Ford, que redujo enormemente el coste de poseer un automóvil convencional, fue también un factor importante en la desaparición del coche de vapor, ya que el Modelo T era barato y fiable.

## Finales del siglo XX
Ver coche de vapor#Contaminación del aire, crisis del combustible, resurgimiento y entusiastas

### Interés renovado
En 1968 se produjo un renovado interés, a veces impulsado por las nuevas técnicas disponibles. Algunos de estos diseños utilizaban calderas acuotubulares más seguras y con mayor capacidad de respuesta. Charles J. y Calvin E. Williams, de Ambler (Pensilvania), construyeron un coche prototipo. Otros coches de vapor de alto rendimiento fueron construidos por Richard J. Smith de Midway City, California, y A.M. y E. Pritchard de Caulfeld, Australia. Empresas/organizaciones como Controlled Steam Dynamics de Mesa, Arizona, General Motors, Thermo-Electron Corp. de Waltham, Massachusetts, y Kinetics Inc. de Sarasota, Florida, construyeron motores de vapor de alto rendimiento en el mismo período. Bill Lear también empezó a trabajar en una turbina de vapor de circuito cerrado para alimentar coches y autobuses, y construyó un autobús de tránsito y convirtió un sedán Chevrolet Monte Carlo para utilizar este sistema de turbina. Utilizaba un fluido de trabajo patentado denominado Learium, posiblemente un clorofluorocarbono similar al freón de DuPont.
En 1970, Wallace L. Minto fabricó una variante del coche de vapor que funcionaba con fluorocarbono Ucon U-113 como fluido de trabajo en lugar de agua. El coche se denominó coche Minto.

### Récord de velocidad en tierra
El 25 de agosto de 2009, un equipo de ingenieros británicos de Hampshire puso en marcha su coche a vapor "Inspiration" en la base de la Fuerza Aérea de Edwards, en el desierto de Mojave, y alcanzó una media de 225,05 km/h (139,84 mph) en dos carreras, conducido por Charles Burnett III. El coche medía 7,62 m de largo y pesaba 3000 kg, estaba construido con fibra de carbono y aluminio y contenía 12 calderas con más de 3,2 km de tuberías de vapor.

## Literatura
- Scheel, J.D. (1964) . Les automobiles du monde entier. Fernand Nathan
- Marie Cahill (1992) . A History of Ford . Bison Group. ISBN 0-86124-827-9
- Jacobs, Timothy (1992) A History of General Motors.Bison Group. ISBN 0-86124-828-7
- Neubauer, Hans-Otto (1995). Die Chronik des Automobils . Herenberg Verlag
- Sergioux A.C.A (2019) . History of automovliè